# Kassam Stadium
Kassam Stadium (también conocido como Grenoble Road) es un estadio de fútbol situado en la ciudad de Oxford, Inglaterra, Reino Unido. Inaugurado en 2001 y con una capacidad de 12500 espectadores, alberga los encuentros como local del Oxford United Football Club.